# Jacek Dominik
Jacek Dominik (né le 15 juillet 1969 à Piaseczno) est un homme politique polonais, membre de la Plate-forme civique.

## Biographie
Sous-secrétaire d'État aux Finances de 2006 à 2014 dans les cabinets Kaczyński, Tusk I et II, il a été membre de la Commission Barroso II chargé du Budget et des Programmes financiers, du 16 juillet au 31 octobre 2014, en remplacement de Janusz Lewandowski, élu au Parlement européen.